# Ostřice palmová
Ostřice palmová, někdy nazývaná také ostřice americká (tuřice americká), popř. ostřice muskingumská (Carex muskingumensis), je druh jednoděložné rostliny z čeledi šáchorovité (Cyperaceae).

## Popis
Jedná se o rostlinu dosahující výšky nejčastěji 40-100 cm.
Je vytrvalá, hustě trsnatá, vytváří četné sterilní lodyhy. Lodyhy jsou trojhranné, nahoře drsné, jinak hladké, nápadně listnaté. Každá lodyha obsahuje cca 5-10 střídavých listů, sterilní i více, které jsou rozmístěny rovnoměrně skoro po celé délce lodyhy, u sterilních nápadně přesahují vrchol.
Čepele listu jsou asi 12–25 cm dlouhé 3–5 mm široké, trávozelené a hladké. Ostřice palmová patří mezi stejnoklasé ostřice, všechny klásky vypadají víceméně stejně a většinou obsahují samčí i samičí květy, samičí květy jsou v klásku nahoře, samčí dole. Složené květenství se skládá nejčastěji ze 5–12 elipsoidních klásků, které jsou asi 2 cm dlouhé, nezralé zelené, později hnědé. Listeny jsou šupinovité, jen dolní připomíná malý list. Okvětí chybí. V samčích květech jsou zpravidla 3 tyčinky. Blizny jsou většinou 2. Plodem je mošnička, která je cca 6–9 mm dlouhá, a 1,8–2,5 mm široká, kopinatá, žilkovaná, nahoře trochu křídlatá., na vrcholu zakončená celkem dlouhým, krátce dvouklaným zobánkem. Každá mošnička je podepřená plevou, která je světle hnědá, s membránovitým okrajem a zelenavým kýlem, je užší a kratší než mošnička.

## Rozšíření
Ostřice palmová přirozeně roste v Severní Americe, a hlavně ve východní polovině USA s přesahem do jižní Kanady. Jejím stanovištěm jsou většinou vlhká až podmáčená místa.

## Využití
Rostlina je někdy pěstována pro okrasu.